# 1983 في التلفزيون البريطاني
هذه قائمة بالأحداث المتعلقة التي حدثت بالتلفزيون البريطاني منذ عام 1983.

## الأحداث

### يناير
- 1 كانون الثاني (يناير) - تبث القناة الرابعة واحدًا من خمسة ، وهو ملف تعريف في وقت متأخر من الليل لأساليب الحياة المثلية. هذا البرنامج والساعة الحادية عشرة: فيرونيكا 4 روز ، الذي يضم تلميذتين تناقشان السحاق، أدى إلى انتقادات شديدة للقناة ومحاولة من قبل النائب المحافظ جون كارلايل لحظر القناة.
- 3 يناير - العرض الأول لقناة ITV للأطفال كعلامة تجارية جديدة لمجموعة البرمجة في وقت متأخر بعد الظهر على شبكة ITV ، لتحل محل Watch It! .
- 6 يناير -
  - العرض التلفزيوني البريطاني الأول لفيلم Superman: The Movie يبث على قناة ITV ، بطولة كريستوفر ريف ومارجوت كيدر وجين هاكمان ومارلون براندو.
  - الظهور الأول لـ The Irish RM على القناة 4 في المملكة المتحدة و RTÉ1 في جمهورية أيرلندا.
- 14 يناير - تبث قناة TV-am إصدارًا خاصًا لمنح المعلنين قبل وقت قصير من الإطلاق في 1 فبراير.
- 17 يناير - الساعة 6:30 صباحا، أول برنامج تلفزيوني الإفطار في بريطانيا، الإفطار الوقت والقوارب على BBC1 .
- يناير
  - بدأت قناة BBC1 في بث خدمة كاملة بعد الظهر تتكون من برامج إقليمية وأفلام مكررة وأفلام روائية قديمة.
  - يسقط تلفزيون London Weekend Television في الاستمرارية في الرؤية.

### فبراير
- 1 فبراير - إطلاق TV-am على ITV ، مع Good Morning Britain .
- 4 فبراير - المسرحية الهزلية الأمريكية تشيرز تظهر لأول مرة على القناة التلفزيونية البريطانية على القناة الرابعة لأول مرة.
- 6 فبراير - ظهرت المسلسل التلفزيوني الأسترالي Sons and Daughters على التلفزيون البريطاني لأول مرة عندما أصبحت Central أول منطقة ITV تبدأ في عرض البرنامج. سرعان ما تحذو حذوها جميع مناطق ITV الأخرى.
- 8 فبراير - عرض Minipops لأول مرة على القناة 4 . على الرغم من نجاح التصنيف، إلا أنه تم استبعاده بعد سلسلة واحدة فقط بسبب الانتقادات الإعلامية الشديدة.
- 14 فبراير - يواجه تلفزيون غرناطة نزاعًا صناعيًا تم فيه القضاء على Coronation Street و World in Action عبر الشبكة.
- 17 فبراير - تقدم Woodland Animations سلسلة رسوم متحركة جديدة، Gran ، إلى BBC1 بعد نجاح Postman Pat .
- 23 فبراير - بعد شهور من «هل هي أم لا؟» دراما، Deirdre Barlow (Anne Kirkbride) تختار الانفصال عن Mike Baldwin (Johnny Briggs) والالتقاء بزوجها المنفصل كين (William Roache) في شارع Coronation Street . كانت الحلقة واحدة من أعلى الحلقات تقييمًا في تاريخ المسلسل.
- 28 فبراير - قامت TV-am بتخفيض برنامج Daybreak إلى ثلاثين دقيقة، مما يسمح لـ Good Morning Britain أن تبدأ قبل نصف ساعة. تم استبدال المذيعين الأصليين في Daybreak روبرت كي وأنجيلا ريبون، مع جافين سكوت (أيام الأسبوع) وليندا باري (عطلات نهاية الأسبوع).[1][2]

### مارس
- أواخر فبراير / أوائل مارس - بدأت هيئة الإذاعة البريطانية ببث مقطع مدته 30 دقيقة من سيفاكس قبل بدء وقت الإفطار . يطلق عليه Ceefax AM . تم ذكره لأول مرة في راديو تايمز في 21 مارس.[3]
- 18 مارس -
  - وسط انخفاض التصنيفات والضغط المتزايد من المستثمرين، يتنحى بيتر جاي جانباً كرئيس تنفيذي لـ TV-am مما يسمح لجوناثان أيتكين بتولي هذا الدور.[4][5][6]
  - تبث القناة 4 صفحات النص التليفزيوني المرئية لأول مرة. يتم عرض مجلتين - 4-Tel on View و Oracle on View - وفي دفعات مدتها خمس عشرة دقيقة تتكرر عدة مرات كل يوم قبل بدء عمليات الإرسال في كل يوم. يتم عرض صفحات نصوص المعلومات في أيام الأسبوع فقط.
- 23 مارس - تأسف بي بي سي لأنه بسبب نزاع صناعي في طابعات إصدار الأسبوع المقبل من راديو تايمز، هناك نقص في المعروض، لكن النسخ ستكون متاحة في جنوب غرب وغرب وشمال شرق وأجزاء من جنوب وشمال إنجلترا، ولا توجد قوائم S4C في طبعة ويلز.

### أبريل
- 1 أبريل - ظهور Roland Rat لأول مرة على شاشة التلفزيون صباحًا.[7] أنشأها ديفيد كلاريدج وأطلقتها محررة الأطفال في قناة TV-am Anne Wood للترفيه عن المشاهدين الصغار خلال عطلة عيد الفصح، [8][9] يُنظر إلى رولاند عمومًا على أنها منقذ TV-am ، حيث توصف بأنها «الجرذ الوحيد الذي ينضم إلى الغرق. سفينة».[10]
- 2 و 9 أبريل - فشل عددان من راديو تايمز في الصدور بسبب الإضراب الصناعي.
- 5 أبريل - أول يوم ثلاثاء على قناة ITV ، كان الموضوع في الأساس القضايا الاجتماعية وقصص الشؤون الجارية من جميع أنحاء العالم، مع عرض البرامج في أول ثلاثاء من الشهر.
- 7 أبريل - بثت قناة ITV أمسية من البرامج تحت شعار القناة الرابعة على قناة ITV . وهي تشمل كلاً من برامج القناة الرابعة الحالية والقادمة.
- 12 أبريل - تيموثي أيتكين يخلف ابن عمه جوناثان كرئيس تنفيذي لـ TV-am بسبب قواعد IBA فيما يتعلق بأعضاء البرلمان الذين يديرون محطة تلفزيونية.[11]
- 19 أبريل - طرد أنجيلا ريبون وآنا فورد من TV-am.[12]
- 29 أبريل - تم تعيين مايكل باركنسون في مجلس إدارة TV-am.[13]

### مايو
- 1 مايو - الظهور الأول للفرسكو على قناة ITV ، بطولة روبي كولتراين، بن إلتون، ستيفن فراي، هيو لوري، سيوبان ريدموند وإيما طومسون. تم تسميته من الكلمة الإيطالية التي تعني «في الهواء الطلق»، بشكل غير عادي لعرض كوميدي للوقت.
- 2 مايو - من اليوم، يتم بث صفحات سيفاكس طوال فترة توقف النهار على الرغم من استمرار BBC2 في الإغلاق الكامل لمدة أربع ساعات بعد Play School . تبدأ عمليات إرسال قناة المعلومات أيضًا على القناة 4 في هذا الوقت تقريبًا.
- 4 مايو - تقاعد جاك سكوت من مكتب الأرصاد الجوية وقدم توقعاته الوطنية النهائية لطقس بي بي سي بعد 14 عامًا، وظل انضمامه إلى التايمز نيوز كرجل طقس لمدة خمس سنوات.
- 5 مايو -
  - لا يُسمح لمجلة القوائم التي تتخذ من لندن مقراً لها، Time Out بنشر قوائم تلفزيونية ليوم كامل لبرامج BBC و ITV و Channel 4 معًا، وذلك لبعض الأسباب التي جعلت Radio Times (تلفزيون / راديو BBC) و TVTimes (ITV / Channel 4) قد جلبت حقوق نشر المجلات الأخرى مثل الصحف، قبل تحرير قوائم التلفزيون اعتبارًا من 1 مارس 1991.
  - يحتفل Top of the Pops بإصداره رقم 1000. يتم بث البرنامج أيضًا على راديو BBC 1 للسماح للمشاهدين بالاستماع إلى البرنامج بصوت ستريو.[14]
- 11 مايو - قام بيتر أدامسون بآخر ظهور له في دور لين فيركلاف في شارع التتويج .
- 17 مايو - تم بث الإعلانات الهندسية على قناة ITV للمرة الأخيرة.[15]
- 23 مايو - بدأ مظهر TV-am الجديد.[16] تم إلغاء Daybreak ، مع تمديد Good Morning Britain ليبدأ الساعة 6:25 صباحا. يتحرك القائد ديفيد فيلبوت لعرض حالة الطقس في عطلات نهاية الأسبوع فقط، حيث أصبح وينسي ويليس مقدم الطقس الجديد خلال أيام الأسبوع.[17]
- 24 مايو - يتم عرض الإعلانات الهندسية على القناة 4 و S4C لأول مرة.

### يونيو
- 9-10 يونيو - إذاعة BBC1 وITV تغطية الانتخابات العامة 1983 .
- 15 يونيو - ظهرت الحلقة الأولى من The Black Adder ، وهي الحلقة الأولى في سلسلة Blackadder الناجحة من المسلسلات الهزلية، على BBC One .
- 24 يونيو - يتم بث برامج مدارس البي بي سي كبرنامج للمدارس والكليات وعلى BBC1 ، للمرة الأخيرة قبل انتقالهم إلى BBC2 في الخريف.
- 27 يونيو - وافق المساهمون في شركة Satellite Television على عرض بقيمة 5 ملايين جنيه إسترليني لمنح News International 65 ٪ من الشركة.[18][19]

### يوليو
- 16 يوليو - الظهور الأول لـ The Mad Death على BBC1 ، درست السلسلة المكونة من ثلاثة أجزاء آثار تفشي داء الكلب في المملكة المتحدة وتمت الإشارة إلى محتواها المخيف في بعض الأحيان.
- 29 يوليو - ضرب سلسلة مغامرات الأكشن في الولايات المتحدة في الثمانينيات من القرن الماضي ، يتم عرض الفريق الأول لأول مرة في المملكة المتحدة على قناة ITV .

### أغسطس
- 5 أغسطس - بعد 14 عامًا على الهواء، تم بث الإصدار الأخير من Nationwide على BBC1 للمرة الأخيرة.
- 16 أغسطس - تبث قناة ITV برنامج Woodentop كجزء من سلسلة Storyboard . تم تحويلها لاحقًا إلى سلسلة وإعادة عنوانها The Bill ، بدءًا من 16 أكتوبر 1984 وتستمر حتى 31 أغسطس 2010.
- 27-28 أغسطس - BBC2 Rocks Around the Clock من خلال بث برامج موسيقية بدون توقف طوال اليوم وأيضًا طوال الليل.[20]
- 29 أغسطس - تم إطلاق Blockbusters على ITV ، واستضافها Bob Holness وتضم طلابًا من الصف السادس كمتسابقين.

### سبتمبر
- 5 سبتمبر - الظهور الأول لفيلم He-Man و Masters of the Universe و Reilly ، Ace of Spies على قناة ITV.
- 6 سبتمبر - ITV يبث فيلم Killer . تم تحويلها لاحقًا إلى سلسلة وأعيد تسميتها تاغارت .
- 9 سبتمبر - أطلقت قناة London Weekend Television نسخة محوسبة من هويتها تحمل شعار "Your Weekend ITV".[21]
- 12 سبتمبر - مسلسل رسوم متحركة للأطفال Henry's Cat من إنتاج رسامي الرسوم المتحركة البريطانيين المخضرمين ستان هايوارد وبوب جودفري يبدأ عرضه على BBC1.
- 16 سبتمبر - BBC2 يغلق أبوابه خلال النهار للمرة الأخيرة - يتم ملء جميع أوقات التوقف في النهار في المستقبل بواسطة Pages from Ceefax .
- 19 سبتمبر - إطلاق Daytime on Two على BBC2. البث خلال فترة الفصل الدراسي من بعد 9:00 مباشرة صباحا حتى 3:00 مساءً، يشمل الشريط برامج مدارس BBC التي تم عرضها سابقًا على BBC1 والبرامج التعليمية للبالغين في BBC والتي يتم عرضها في وقت الغداء. تم إطلاق نسخة خاصة من معرف بي بي سي 2 "Computer Generated 2" لتقديم البرامج.
- سبتمبر - أطلقت سنترال أخيرًا خدمتها في إيست ميدلاندز. منع نزاع صناعي شركة سنترال من إطلاق خدمة إيست ميدلاندز عندما تم بثها لأول مرة في بداية عام 1982.

### أكتوبر
- 2 أكتوبر - تعرض قناة ITV مباراة كرة قدم مباشرة على الهواء للمرة الأولى منذ عام 1960. يمثل هذا بداية عرض كرة القدم الإنجليزية على أساس وطني وليس على أساس إقليمي، مما أدى إلى تحول The Big Match إلى برنامج وطني بالكامل.
- 3 أكتوبر - ظهور Bananaman لأول مرة على BBC1 ، استنادًا إلى شريط Nutty الهزلي مع أصوات Tim Brooke-Taylor و Graeme Garden و Bill Oddie .
- 4 أكتوبر -
  - تبث قناة BBC1 سلسلة الرسوم المتحركة للأطفال الويلزية SuperTed والتي تستند إلى سلسلة من القصص كتبها الكاتب والمنتج ورسام الرسوم المتحركة الويلزي مايك يونغ لمساعدة ابنه في التغلب على خوفه من الظلام. كان المسلسل شائعًا جدًا لدرجة أنه تم إنتاجه في الترويج وتم بثه في العديد من البلدان في جميع أنحاء العالم.
  - مغامرات بورتلاند بيل ، سلسلة رسوم متحركة بإيقاف الحركة من FilmFair London ظهرت لأول مرة على قناة ITV.
- 9 أكتوبر -
  - ظهرت سلسلة دمى الخيال العلمي لجيري أندرسون وكريستوفر بور لأول مرة على قناة ITV ، وكان العرض هو الأول لأندرسون منذ أكثر من عقد لاستخدام الدمى لشخصياته، واستفاد من الدمى اليدوية المصنوعة من اللاتكس لتحريك الشخصيات في عملية أطلق عليها أندرسون " Supermacromation ".
  - تبث القناة الرابعة مسلسل The Oresteia لتوني هاريسون، وهو مقتبس من الأساطير اليونانية الكلاسيكية.
- 12 أكتوبر - ظهرت دوريس سبيد في آخر ظهور لها في دور آني ووكر في شارع التتويج .
- 16 أكتوبر - بدأ البث الفضائي الرسمي في المملكة المتحدة. كانت القناة قد أطلقت العام الماضي على الكابل في دول أوروبية مختلفة ولكن لعرض القناة في المملكة المتحدة، كان مطلوبًا وجود طبق قمر صناعي بعرض حوالي 10 أقدام (3 أمتار) بسبب القناة التي يتم بثها عبر القمر الصناعي التجريبي المداري.[22]
- 24 أكتوبر - تم إطلاق برنامج Sixty Minutes على BBC1 ، ليحل محل Nationwide ولكنه انتهى بعد أقل من عام.
- 25 أكتوبر - بي بي سي 1 يبث الموسم السابع من المسلسل الدرامي الأمريكي دالاس.[23]
- 28 أكتوبر - حادثة «الديك الرومي» الشهيرة على Family Fortunes ، والتي قدم فيها متسابق واحد (Bob Johnson) أثناء لعب جولة Big Money إجابة على الأسئلة الثلاثة الأولى، وسجلت الإجابة صفرًا لأول سؤالين و 21 نقطة لـ السؤال الثالث.

### نوفمبر
- 6 تشرين الثاني (نوفمبر) - بث الإصدار الأخير من «بيع القرن» على قناة ITV بعد 12 عامًا.
- 11 نوفمبر - الدراما الكوميدية ديك كليمنت وإيان لا فرينيه، Auf Wiedersehen ، الحيوانات الأليفة لأول مرة على قناة ITV.
- 17 نوفمبر - الظهور الأول لفيلم تلك أيام المجد تلك على القناة 4، وهو جزء من سلسلة الحب الأول.[24]
- 23 نوفمبر - الذكرى العشرون للبث الأول لبرنامج Doctor Who .
- 25 نوفمبر - بي بي سي تبث The Five Doctors ، وهي حلقة مدتها 90 دقيقة من برنامج Doctor Who للاحتفال بعيدها العشرين.
- 29 تشرين الثاني (نوفمبر) - قناة BBC1 تبث فيلم «رجل إنجليزي في الخارج» ، استنادًا إلى القصة الحقيقية للقاء بالصدفة للممثلة كورال براون، مع جاي بورغيس (آلان بيتس)، عضو حلقة التجسس في كامبريدج الذي تجسس لصالح الاتحاد السوفيتي عندما كان ضابطًا في MI6 . كتب الإنتاج آلان بينيت وأخرجه جون شليزنجر. تقوم براون بدور البطولة بنفسها.
- وصلت أرقام مشاهدة مسلسل الرسوم المتحركة Danger Mouse على قناة ITV إلى 21.59 مليون، [25] وهو أعلى رقم على الإطلاق بالنسبة لبرنامج أطفال بريطاني.

### ديسمبر
- 3 ديسمبر -
  - لآخر مرة حتى الآن، فات راديو تايمز مشكلة ولكن بسبب نزاع بين عمال الطباعة.
  - فيديو موسيقي من فيلم Michael Jackson Thriller من إخراج John Landis ، يُعرض لأول مرة على القناة الرابعة الساعة 1:05 صباحا.
- 10 ديسمبر - مذيع أخبار ITN المخضرم روبرت كي يقدم The Day After على قناة ITV بطولة جيسون روباردز وجوبيث ويليامز وستيف جوتنبرج وجون ليثجو. يدور الفيلم حول حرب خيالية بين قوات الناتو ودول حلف وارسو التي تصاعدت بسرعة إلى تبادل نووي واسع النطاق بين الولايات المتحدة والاتحاد السوفيتي كان من المقرر أن تبدأ الحرب العالمية الثالثة.
- 21 ديسمبر - عرض لأول مرة على التلفزيون البريطاني The Fog ، فيلم الرعب جون كاربنتر عام 1980، والذي تم بثه على BBC1.[26]
- 24 ديسمبر - العرض التلفزيوني البريطاني الأول لفيلم Flash Gordon يبث على BBC1 ، وبطولة سام جيه جونز، ميلودي أندرسون، توبول، ماكس فون سيدو، تيموثي دالتون وبريان بليسيد.
- 25 ديسمبر - العرض الأول لفيلم Skywhales على القناة الرابعة.
- 27 ديسمبر - قناة BBC2 تعرض أول ظهور تلفزيوني بريطاني لـ Oh، God! ، الفيلم الكوميدي لكارل راينر حول مدير سوبر ماركت متواضع اختاره الله لنشر رسالته، وبطولة جورج بيرنز وجون دنفر.[27]
- 29 ديسمبر - بعد مرور عام، قدم ديفيد بوي The Snowman على القناة الرابعة.

## لأول مرة

### بي بي سي الأولى
- 5 يناير - النقيب زيب - مخبر الفضاء (1983-1984)
- 7 يناير - الذراع الرابع (1983)
- 12 يناير - سكوربيون (1983)
- 16 يناير - دومبي وابنه (1983)
- 17 يناير - وقت الإفطار (1983-1989)
- 20 يناير -
  - المتسلق (1983)
  - القلعة (1983)
- 14 فبراير - ليتل ميس (مع إعادة عرض السيد مين) (BBC1 1983-1987 ، BBC2 1988)
- 17 فبراير - غران (1983)
- 23 فبراير - المدافع الرشاشة (1983)
- 8 مارس - بيكر ستريت بويز (1983)
- 29 مارس - الدموع قبل النوم (1983)
- 7 أبريل - لجنة التحكيم (1983)
- 3 يونيو - جاك من الماس (1983)
- 5 يونيو - عرض الحذاء الساخن (1983-1984)
- 11 يونيو - المستشار (1983)
- 15 حزيران (يونيو) - بلاكادر (1983-1989)
- 16 يوليو - الموت المجنون (1983)
- 12 سبتمبر - هنري كات (1983-1995)
- 13 سبتمبر - الجانب المظلم من الشمس (1983)
- 22 سبتمبر -
  - أعطنا استراحة (1983-1984)
  - Just Good Friends (1983-1986)
  - المعيلون (1983-1986)
- 3 أكتوبر - بنانمان (1983-1986)
- 4 أكتوبر - SuperTed (1983-1986)
- 9 أكتوبر - جين اير (1983)
- 19 تشرين الأول (أكتوبر) - سيفيو (1983-1985)
  - بالسيف منقسم (1983-1985)
  - سويت سيكستين (1983)
- 16 أكتوبر -
- 24 أكتوبر - ستون دقيقة (1983-1984)
- 25 أكتوبر - لا تنتظر (1983-1990)
- 7 نوفمبر - هل تريد أن تكون في القمة؟ (1983-1985)
- 9 نوفمبر - Spyship (1983)
- 10 نوفمبر - جوني جارفيس (1983)
- 29 نوفمبر - رجل إنجليزي في الخارج (1983)
- 13 ديسمبر -
  - المطار (1983)
  - لا مكان مثل الوطن (1983-1987)

### بي بي سي الثانية
- 10 يناير - تحقيق أقصى استفادة من المايكرو (1983)
- 19 يناير - كليوباترا (1983)
- 7 مارس - ابنة عمي راشيل (1983)
- 10 مارس - حظ تاكر (1983-1985)
- 15 مارس - السيدات الأعزاء (1983-1985)
- 13 أبريل - شاكلتون (1983)
- 18 مايو - تقدم بينكرتون (1983)
- 7 يوليو - مكعب الكريستال (1983)
- 3 أغسطس - الجرانيت الرمادي (1983)
- 7 سبتمبر - The Gathering Seed (1983)
- 2 أكتوبر - مايكرو لايف (1983-1987)
- 24 أكتوبر - عرض بوب مونكوس (1983-1986)
- 28 أكتوبر - حسن السلوك (1983)
- 6 نوفمبر - مانسفيلد بارك (1983)

### آي تي في
- 3 كانون الثاني (يناير) - ITV للأطفال (بعد الظهر 1983-2007، الكتلة الصباحية 1983 إلى الوقت الحاضر)
- 4 يناير - بلومفيلد (1983)
- 5 يناير - غير معروف شابلن (1983)
- 9 يناير - القصة المنسية (1983)
- 10 يناير -
  - حديقة حيوانات الأبجدية (1983-1984)
  - مايك ياروود في الأشخاص (1983-1984)
- 22 يناير - لونا (1983-1984)
- 24 كانون الثاني (يناير) - The Moomins (1983-1985)
- 25 يناير - الكلمة الصعبة (1983)
- 1 فبراير -
  - الفجر (1983)
  - صباح الخير بريطانيا (1983-1992)
  - TV-am (1983-1992)
- 2 فبراير - الجبهة الداخلية (1983)
- 6 فبراير - الأبناء والبنات (1982-1987)
- 11 فبراير - صور (1983)
- 13 فبراير - العدد 10 (1983)
- 20 فبراير - الفتى الذي ربح المسابح (1983)
- 21 فبراير - نحاس (1983-1990)
- 13 مارس - كوفي (1983)
- 16 آذار (مارس) - الأرامل (1983-1985)
- 22 مارس - ستوديو (1983)
- 5 أبريل - الثلاثاء الأول (1983-1993)
- 12 أبريل - ليلة سعيدة وبارك الله (1983)
- 16 نيسان / أبريل - فيليب مارلو، عين خاصة (1983-1986)
- 18 أبريل - عصبي (1983)
- 29 أبريل- هللويا! (1983-1984)
- 1 يجوز -
  - في الهواء الطلق (1983 – 1984)
  - مفاجأة، مفاجأة (1983 – 1999)
- يونيو – نايت رايدر (1982 – 1986)
- 17 مايو - لا أعذار (1983)
- 27 مايو - ظلال الظلام (1983)
- 8 يونيو - محققو جميما شور (1983)
- 20 يونيو - التفاحة السعيدة (1983)
- 5 يوليو - موسكوبس (1983)
- 10 يوليو - متزوج (1983)
- 24 تموز - الآن وبعد ذلك (1983-1984)
- 25 يوليو - المعجزات تستغرق وقتاً أطول (1983-1984)
- 26 يوليو - القصة المصورة (1983)
- 29 يوليو - رقعة الملفوف (1983)
- 29 يوليو - الفريق الأول (1983-1987)
- 23 أغسطس - شؤون القلب (1983-1985)
- 29 أغسطس - Blockbusters (1983-93 ، 1994-95، 1997، 2000-01، 2012، 2019 إلى الوقت الحاضر)
- 5 سبتمبر -
  - He-Man وسادة الكون (1983-1985)
  - رايلي، ايس الجواسيس (1983)
- 6 سبتمبر - تاغارت (1983-2011)
- 9 سبتمبر - حكاية الأخ (1983)
- 12 سبتمبر - دراماراما (1983-1989)
- 15 سبتمبر - The Old Men at the Zoo (1983)
- 30 سبتمبر - الخارج (1983)
- 3 أكتوبر -
  - أورم وتشيب (1983-1985)
  - تيراهوكس (1983-1986)
- 4 أكتوبر - مغامرات بورتلاند بيل (1983-1986)
- 6 أكتوبر - صحة الأمة (1983)
- 16 تشرين الأول (أكتوبر) - شركاء أجاثا كريستي في الجريمة (1983-1984)
- 23 أكتوبر - الطريق السريع (1983-1993)
- 11 تشرين الثاني (نوفمبر) - عوف فيدرشين، بيت (1983-1986 ، 2002-2004)
- 14 نوفمبر - The Witches and the Grinnygog (1983)
- 23 نوفمبر - لعبة الشطرنج (1983)
- 27 تشرين الثاني (نوفمبر) - النضال (1983-1986)
- 30 نوفمبر - فوق الفيل وجولة حول القلعة (1983-1985)
- 10 ديسمبر - اليوم التالي (1983)
- 27 ديسمبر - الريح في الصفصاف (1983-1990)

### القناة 4
- 6 كانون الثاني (يناير) - آر إم الإيرلندي (1983-1985)
- 7 يناير - لا مشكلة! (1983-1985)
- 8 يناير - السيدة متشردة (1983-1984)
- 9 كانون الثاني (يناير) - قصة جبال الألب: My Annette (1983)
- 4 فبراير - تشيرز (1982-1993)
- 8 فبراير - Minipops (1983)
- 17 نيسان - عيد الأب (1983-1984)
- 2 يوليو - نانا (1981)
- 7 أغسطس - صيف واحد (1983)
- 4 نوفمبر - من يجرؤ يفوز (1983-1988)
- 25 ديسمبر - Skywhales (1983)

## برامج تلفزيونية

### تغييرات الانتماء إلى الشبكة
| عروض                        | انتقل من | انتقل الى |
| --------------------------- | -------- | --------- |
| ديس أوكونور الليلة          | BBC1     | ITV       |
| برامج مدارس وكليات بي بي سي | BBC1     | BBC2      |
| قول الحقيقه                 | ITV      | القناة 4  |
| WKRP في سينسيناتي           | ITV      | القناة 4  |

## البرامج التلفزيونية المستمرة

### عشرينيات القرن الماضي
- بي بي سي ويمبلدون (1927-1939، 1946-2019، 2021 حتى الآن)

### الثلاثينيات
- سباق القوارب (1938-1939، 1946-2019)
- بي بي سي للكريكيت (1939، 1946-1999، 2020-2024)

### الأربعينيات
- تعال للرقص (1949-1998)

### الخمسينيات
- بانوراما (1953 حتى الآن)
- ممتاز جدا (1955-1984، 2020 إلى الوقت الحاضر)
- ماذا تقول الأوراق (1956-2008)
- السماء في الليل (1957 إلى الوقت الحاضر)
- بلو بيتر (1958 إلى الوقت الحاضر)
- المدرج (1958-2007)

### الستينيات
- شارع التتويج (1960 إلى الوقت الحاضر)
- أغاني التسبيح (1961 - حتى الآن)
- دكتور هو (1963-1989، 2005 حتى الآن)
- العالم في العمل (1963-1998)
- توب أوف ذا بوبس (1964-2006)
- مباراة اليوم (1964 حتى الآن)
- مفترق طرق (1964-1988، 2001-2003)
- مدرسة اللعب (1964-1988)
- السيد والسيدة (1964-1999، 2008-2010، 2012 حتى الآن)
- عالم الرياضة (1965-1985)
- جاكانوري (1965-1996، 2006)
- سبورتس نايت (1965-1997)
- اتصل بي بلاف (1965-2005)
- برنامج المال (1966-2010)
- المباراة الكبيرة (1968-2002)
- اختبار الشاشة (1969-1984)

### السبعينيات
- اختبار صافرة غراي القديمة (1971-1987)
- The Two Ronnies (1971–1987، 1991، 1996، 2005)
- محكمة التاج (1972-1984)
- هل يتم خدمتك؟ (1972-1985)
- طاحونة بيبل آت ون (1972-1986)
- عطلة نهاية الأسبوع العالمية (1972-1988)
- قوس قزح (1972-1992، 1994-1997)
- إمرديل (1972 حتى الآن)
- نيوزراوند (1972 حتى الآن)
- نحن الأبطال (1973-1987)
- آخر نبيذ الصيف (1973-2010)
- هكذا الحياة! (1973-1994)
- أتمنى لو كنت هنا...؟ (1974-2003)
- أرينا (1975 إلى الوقت الحاضر)
- جيم سوف يصلحه (1975-1994)
- رينتاغوست (1976–1984)
- رجل واحد وكلبه (1976 إلى الوقت الحاضر)
- والكريبتون عامل (1977 – 1995)
- 3-2-1 (1978-1988)
- جرانج هيل (1978-2008)
- تيري ويونيو (1979-1987)
- البيت الصاخب (1979-1988)
- برج الكتاب (1979-1989)
- بلانكتي بلانك (1979-1990، 1997-2002)
- عرض بول دانيلز السحري (1979-1994)
- عرض التحف (1979 إلى الوقت الحاضر)
- وقت السؤال (1979 إلى الوقت الحاضر)

### 1980s
- اللمسة اللطيفة (1980-1984)
- جولييت برافو (1980-1985)
- كوكلشيل باي (1980-1986)
- ثروات الأسرة (1980 – 1985، 1987 – 2002)
- تلعب بطاقات الحق الخاص بك (1980 – 1987، 1994 – 1999)
- الأطفال المحتاجون (1980 إلى الوقت الحاضر)
- رومانسية جميلة (1981–1984)
- خطوط مثقوبة (1981–1984)
- Finders Keepers (1981-1985، 1991-1996، 2006)
- فري تايم (1981-1985)
- لعبة من أجل الضحك (1981-1985)
- تينكو (1981-1985)
- هذا هو ابني (1981-1986)
- رازاماتاز (1981-1987)
- برجراك (1981-1991)
- عرض السبت (1982-1984)
- الصغار (1982-1984)
- Odd One Out (1982-1985)
- على سفاري (1982-1985)
- الحمقى والخيول فقط (1981-2003)
- "Allo" Allo! (1982-1992)
- ووغان (1982-1992)
- سوبر ستور السبت (1982-1987)
- الأنبوب (1982-1987)
- بروكسايد (1982-2003)
- لنتظاهر (1982-1988)
- رقم 73 (1982-1988)
- Timewatch (1982 إلى الوقت الحاضر)
- العد التنازلي (1982 إلى الوقت الحاضر)
- حق الرد (1982-2001)

## تنتهي هذا العام
- 6 فبراير - المحترفون (1977-1983)
- 8 مارس سحر الحيوان (1962-1983)
- 15 مارس - Minipops (1983)
- 21 أبريل - مسرح ITV (1967-1983)
- 12 مايو - غران (1983)
- 5 يوليو - The Gaffer (1981-1983)
- 21 يوليو - آندي روبسون (1982-1983)
- 5 أغسطس - على الصعيد الوطني (1969-1983)
- 19 أكتوبر - الفراشات (1978-1983 ، 2000)
- 28 أكتوبر - باوندر (1982-1983)
- 30 ديسمبر - الأيام الخوالي (1953-1983)

</br> قصة جبال الألب: ماي أنيت (1983)

## المواليد
- إنه5 فبراير - جيما مكلوسكي، ممثلة (ت. 2012)،
- 14 مارس - جوني فلين، ممثل
- 15 مارس - شون بيجيرستاف، ممثل
- 21 مارس - برونو لانجلي، ممثل
- 23 مارس - إيلي برايس، صحفي تلفزيوني
- 22 أبريل - إليوت جوردان، ممثل
- 5 مايو - لوسي جو هدسون، ممثلة
- 13 مايو - ناتالي كاسيدي، ممثلة
- 30 مايو - جينيفر إليسون، ممثلة
- 31 مايو - ريجي ييتس، ممثل ومقدم برامج تلفزيونية وإذاعية
- 6 يونيو
  - جيما بيسيكس، ممثلة
  - ايلا سميث، ممثلة
- 30 يونيو - شيريل كول، مغنية
- 19 يوليو - بروك كينسيلا، ممثلة وكاتبة
- 20 يوليو - روري جينينغز، ممثل
- 5 أغسطس - كارا توينتون، ممثلة
- 7 أغسطس - تينا أوبراين، ممثلة
- 21 أغسطس - شانتيل هوتون، نجمة تلفزيون الواقع
- 24 أغسطس - كريستوفر باركر، ممثل
- 28 أكتوبر - جو توماس، ممثل
- 17 نوفمبر - هاري لويد، ممثل

## حالات الوفاة
| تاريخ     | اسم             | عمر | مصداقية سينمائية        |
| --------- | --------------- | --- | ----------------------- |
| 2 يناير   | ديك ايمري       | 67  | الممثل الكوميدي والممثل |
| 29 يوليو  | ديفيد نيفن      | 73  | الممثل                  |
| 20 أكتوبر | بيتر دادلي      | 48  | ممثل (شارع التتويج)     |
| 15 نوفمبر | جون لو ميسورييه | 71  | ممثل (جيش أبي)          |
| 26 ديسمبر | فيوليت كارسون   | 85  | ممثلة (شارع التتويج)    |